# Martin Armknecht

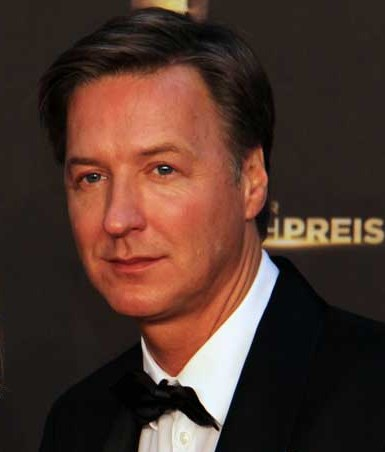
Martin Armknecht beim Deutschen Fernsehpreis 2012

Martin Armknecht (* 21. Februar 1962 in Düsseldorf) ist ein deutscher Schauspieler.

## Leben
Armknecht erhielt seine Schauspielausbildung in Hamburg und Berlin, unter anderem bei Jack Garfein und Zygmont Mollik. Zusammen mit anderen Schauspielern baute er 1980 in Düsseldorf ein eigenes Theater (Hansa Palast/Jhawemirc-Theater) auf, bei dem er bis 1987 mitwirkte.
In der WDR-Serie Lindenstraße spielte er von November 1987 (Folge 104) bis November 1992 (Folge 364) den intriganten Robert Engel, dessen Kuss mit Partner Georg Uecker (Dr. Carsten Flöter) im Jahr 1990 für deutschlandweite Empörung und Morddrohungen sorgte. In den Jahren 2014 und 2017 kehrte Armknecht für jeweils längere Zeit wieder in die Serie zurück.
Nebenbei arbeitete Armknecht als Sprecher im Hörfunk und Autor und spielte am Theater. Inzwischen ist er auch als Produzent tätig.
Im Jahr 1991 begann seine Kinokarriere mit Manta Manta. Neben weiteren Rollen in Kino- und Fernsehfilmen sowie verschiedenen Serien-Gastauftritten stand er von 1997 bis 1998 als „Kommissar Martin Quandt“ in der Serie Ein Mord für Quandt vor der Kamera. Zusammen mit dem Drehbuchautor und Journalist Frank Lustig produziert Armknecht die Veranstaltungsreihe Fang den Mörder! in Köln (moderiert von Georg Uecker). 2009 stand er unter anderem in Ludwigsburg für die ARD-Vorabendserie Eine für alle – Frauen können’s besser als „Gerd Grauberg“ vor der Kamera.
Armknecht wirkte als Schauspieler vor der Kamera in bisher über 110 Film-und-Fernsehproduktionen mit.
Er lebt in Köln, ist Vater einer Tochter (* 1999) und war von 1995 bis 2010 mit der Schauspielerin Susanne Leutenegger verheiratet, die von 2000 bis 2001 die Rolle der „Leonie Vogt“ in der Lindenstraße spielte. Seit 2020 ist Armknecht in zweiter Ehe verheiratet.

## Filmografie
- 1987–1992, 2014, 2017: Lindenstraße (Fernsehserie)
- 1989: Gib mir null
- 1991: Manta Manta
- 1992: German Fried Movie
- 1992–1994: Dirk Bach Show
- 1993: Barschel – Mord in Genf?
- 1994: Amoklauf
- 1994: Hallo, Onkel Doc! (Fernsehserie, 1 Folge)
- 1994: Polizeiruf 110: Samstags, wenn Krieg ist (Fernsehreihe)
- 1994: Familie Heinz Becker (Fernsehserie, 1 Folge)
- 1994: Der bewegte Mann
- 1994: Die Wache (Fernsehserie, 1 Folge)
- 1995: Brüder auf Leben und Tod (Fernsehfilm)
- 1995: Visum in den Tod – Die Russenhuren (Fernsehfilm)
- 1995: Und tschüss! (Miniserie)
- 1995: Nur der Sieg zählt (Fernsehfilm)
- 1995: Heimatgeschichten (Fernsehserie, 1 Folge)
- 1995: Der Sandmann (Fernsehfilm)
- 1995–1997: Balko (Fernsehserie, 3 Folgen)
- 1995: Inseln unter dem Wind (Fernsehserie)
- 1995: Risiko Null – Der Tod steht auf dem Speiseplan (Fernsehfilm)
- 1996: Lukas (Fernsehserie, 1 Folge)
- 1996: Abbuzze! Der Badesalz-Film
- 1996: Die Stadtindianer (Fernsehserie, 1 Folge)
- 1997–1998: Ein Mord für Quandt (Fernsehserie)
- 1997: Ballermann 6
- 1997: Girl Friends – Freundschaft mit Herz (Fernsehserie, 9 Folgen)
- 1998: Zucker für die Bestie (Fernsehfilm)
- 1998: Callboy (Fernsehfilm)
- 1999: Vom Himmel das Blaue (Fernsehfilm)
- 1999: Polizeiruf 110: Mörderkind (Fernsehreihe)
- 1999: Sturmzeit (TV-Mehrteiler)
- 1999: Adelheid und ihre Mörder (Fernsehserie, 1 Folge)
- 1999: SK-Babies (Fernsehserie, 1 Folge)
- 1999: Late Show
- 1999: Tatort: Licht und Schatten (Fernsehreihe)
- 1999: Stan Becker (Fernsehserie, 1 Folge)
- 1999–2016: Alarm für Cobra 11 – Die Autobahnpolizei (Fernsehserie, 7 Folgen, verschiedene Rollen)
- 2000: Samt und Seide (Fernsehserie, 32 Folgen)
- 2000: Nesthocker – Familie zu verschenken (Fernsehserie, 1 Folge)
- 2000: Natascha
- 2000: Tatort: Mauer des Schweigens (Fernsehreihe)
- 2000: … und das ist erst der Anfang
- 2000: Der Schnapper: Ein Toter kehrt zurück
- 2000: Die Motorrad-Cops – Hart am Limit (Fernsehserie, 1 Folge)
- 2001: Schlosshotel Orth (Fernsehserie, 1 Folge)
- 2001: Wolffs Revier (Fernsehserie, 1 Folge)
- 2001: Tatort: Unschuldig (Fernsehreihe)
- 2001–2007: Küstenwache (Fernsehserie, 2 Folgen, verschiedene Rollen)
- 2002: Flashback
- 2002: Der Ermittler (Fernsehserie, 1 Folge)
- 2002: Alphateam – Die Lebensretter im OP (Fernsehserie, 1 Folge)
- 2003: SOKO Leipzig (Fernsehserie, 1 Folge)
- 2003–2012: Ein Fall für zwei (Fernsehserie, 4 Folgen, verschiedene Rollen)
- 2003: Großstadtrevier (Fernsehserie, 1 Folge)
- 2004: Italiener und andere Süßigkeiten
- 2004: Die Kommissarin (Fernsehserie, 1 Folge)
- 2004: Nikola (Fernsehserie, 1 Folge)
- 2004: SK Kölsch (Fernsehserie, 1 Folge)
- 2005: Tausche Kind gegen Karriere
- 2005: Edel & Starck (Fernsehserie, Folge: Schlaflos in Trier)
- 2005–2014: In aller Freundschaft (Fernsehserie, 6 Folgen, verschiedene Rollen)
- 2005–2017: SOKO Köln (Fernsehserie, 3 Folgen, verschiedene Rollen)
- 2005: Bis in die Spitzen (Fernsehserie, 1 Folge)
- 2005: Die letzte Schlacht
- 2006: FC Venus – Angriff ist die beste Verteidigung
- 2006: Pik & Amadeus – Freunde wider Willen
- 2007: SOKO München (Fernsehserie, 1 Folge)
- 2007: Vater auf der Flucht
- 2007: Alles Atze (Fernsehserie, Folge: Der Clou)
- 2008–2017: Notruf Hafenkante (Fernsehserie, 3 Folgen, verschiedene Rollen)
- 2008: Plötzlich Papa – Einspruch abgelehnt! (Miniserie)
- 2009: Entführt
- 2009–2016: SOKO Stuttgart (Fernsehserie, 2 Folgen, verschiedene Rollen)
- 2009: Eine für alle – Frauen können’s besser (Fernsehserie, 88 Folgen)
- 2009: Unser Charly (Fernsehserie, 2 Folgen)
- 2010–2014: Alles was zählt (Fernsehserie, 134 Folgen)
- 2011: Hindenburg
- 2011: Das große Comeback
- 2011: Der letzte schöne Tag
- 2012: Kennen Sie Ihren Liebhaber?
- 2012–2023: Der Staatsanwalt (Fernsehserie, 3 Folgen, verschiedene Rollen)
- 2012: Heiter bis tödlich: Henker & Richter (Fernsehserie, 1 Folge)
- 2012: München 7 (Fernsehserie, 1 Folge)
- 2012: Marie Brand: Marie Brand und die falsche Frau (Fernsehreihe)
- 2012: Mein verrücktes Jahr in Bangkok
- 2013: Der letzte Bulle (Fernsehserie, 1 Folge)
- 2013: SOKO Kitzbühel (Fernsehserie, 1 Folge)
- 2013: Heiter bis tödlich: Zwischen den Zeilen (Fernsehserie, 1 Folge)
- 2013: SOKO Wien (Fernsehserie, 1 Folge)
- 2013–2015: Verbotene Liebe (Fernsehserie, 334 Folgen)
- 2014: Danni Lowinski (Fernsehserie, 2 Folgen)
- 2014: Tatort: Mord ist die beste Medizin (Fernsehreihe)
- 2014: Young and Wild
- 2015: Meine allerschlimmste Freundin
- 2015: Die Müttermafia-Patin
- 2015–2017: Heldt (Fernsehserie, 3 Folgen)
- 2016: Phönixsee (Fernsehserie, 1 Folge)
- 2016: Inga Lindström: Willkommen im Leben
- 2017: Bettys Diagnose (Fernsehserie, 1 Folge)
- 2018: Falk (Fernsehserie, 2 Folgen)
- 2018: Blockbustaz (Fernsehserie, 1 Folge)
- 2019: Die Läusemutter (Fernsehserie, 1 Folge)
- 2019: Dr. Klein (Fernsehserie, 1 Folge)
- 2020: Rentnercops (Fernsehserie, 1 Folge)
- 2020: WaPo Bodensee (Fernsehserie, Folge: Auf Messers Schneide)
- 2020: Betonrausch
- 2021: Inga Lindström: Wilde Zeiten (Fernsehreihe)
- 2021: Mona & Marie
- 2022–2023: Unter uns (Fernsehserie)
- 2023: Manta Manta – Zwoter Teil
- 2024: Perfekt in Verpasst
- seit 2024: Für alle Fälle Familie (Fernsehserie)
- 2025: WaPo Duisburg (Fernsehserie, Folge: Super Urlaub)